# Giga (dansa)

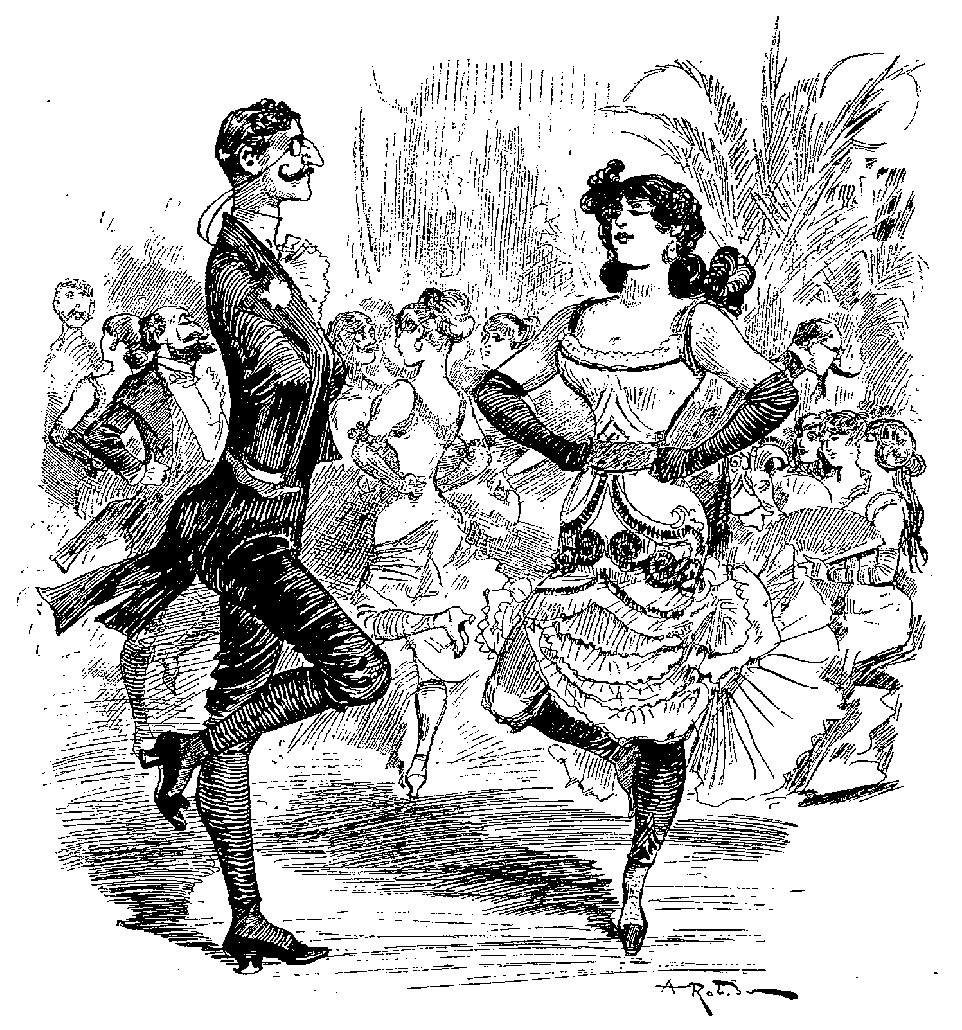
Una parella ballant la giga al 1883

La giga és una dansa animada barroca procedent del jig o jigg del Regne Unit que en general apareix al final de la suite. El terme també es refereix a qualsevol ball, en principi una contradansa per a un grup de parelles, amb una tonada de giga. En el teatre anglès primerenc, les obres acostumaven a acabar ballant una giga.
Cronològicament, fou l'últim ball en ser inclòs com una de les danses bàsiques de la suite barroca. Normalment s'interpreta al final, després de la sarabanda, però a vegades entre aquestes danses s'hi insereixen algunes danses opcionals com ara el minuet, la gavota, la bourrée o el passepied. Si no és la darrera, aleshores sol precedir la xacona o el ball de cercavila.
En aquesta dansa, al segle xvi, un o dos solistes realitzen passos i salts petits, ràpids i complexos. A Anglaterra estava relacionada amb els balls amb esclops i eren habituals al teatre. Al segle xvii va ser incorporada a França a la cort de Lluís XIV, transformada en un ball de parelles més lent, com a belle danse ballada pels nobles de la cort en alguns actes socials. Diversos compositors de cort en van escriure.

## Música

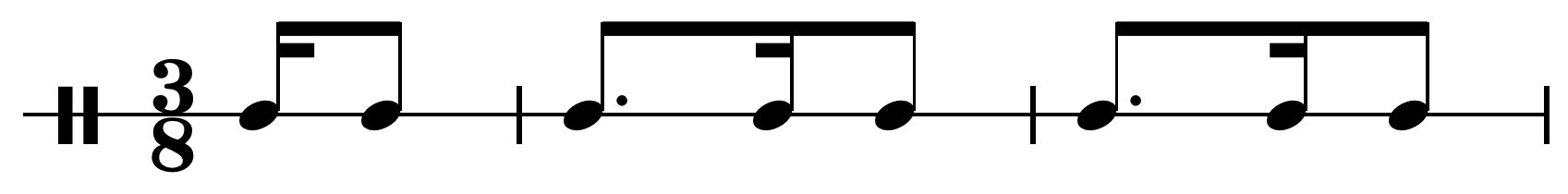
Ritme de la giga

Una giga és generalment en compàs ternari, normalment en 3/8, però també pot estar escrita en un dels seus derivats compostos, com el 6/8, 6/4 o fins i tot 12/16, encara que hi ha algunes gigues escrites en altres compassos (per exemple, la giga de la Suite francesa número 1 de Bach, BWV 812, que està escrita en 4/4). Sovint s'accentua el tercer temps del compàs, fent de la giga un animat ball popular. Moltes gigues estan escrites amb una textura contrapuntística.
Johann Sebastian Bach i Georg Friedrich Händel són dos dels compositors destacats del barroc que han compost gigues, habitualment dins de la suite.